# Claudio Michele Mancini

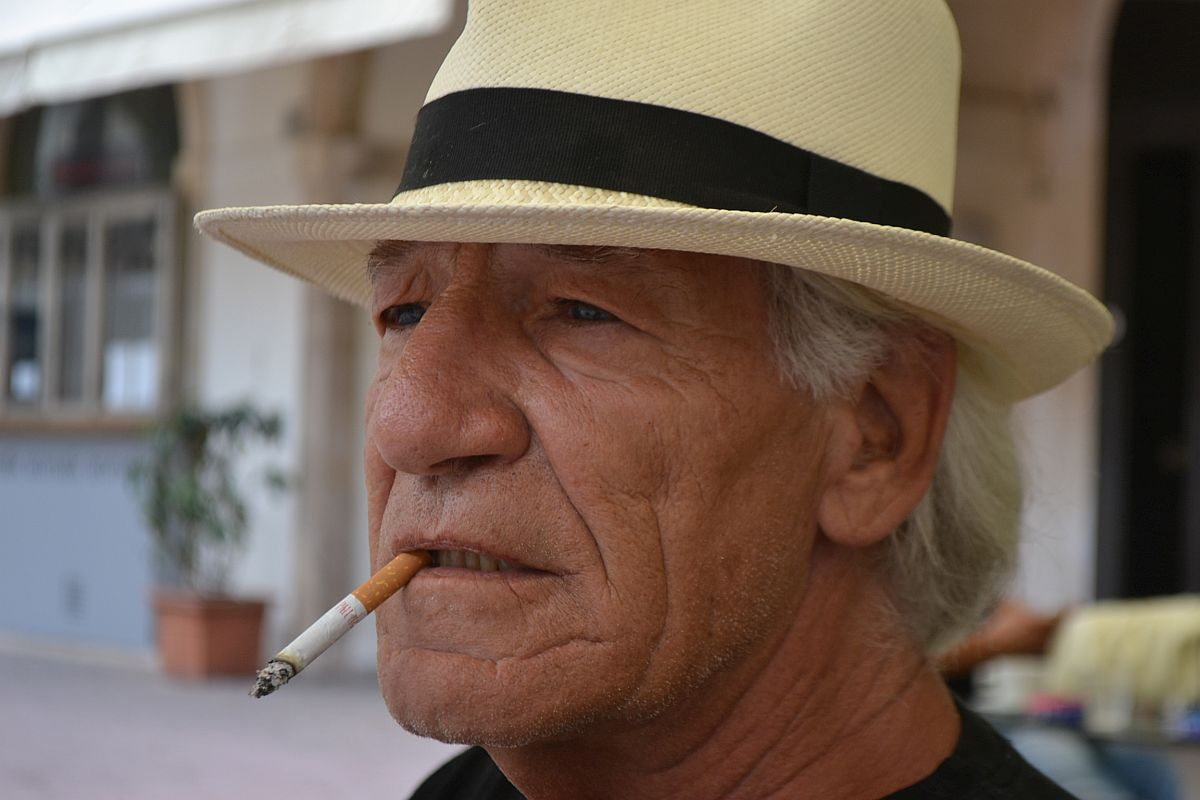
Claudio Michele Mancini (2011)

Claudio Michele Mancini (* 26. Dezember 1945) ist ein deutsch-italienischer Schriftsteller. In seinen Romanen im Mafia-Milieu greift Mancini reale Kriminalfälle auf, recherchiert Hintergründe vor Ort in Archiven, bei Carabinieri, Staatsanwälten, Richtern, Opfern und Betroffenen.

## Leben
Claudio Michele Mancini wurde kurz nach Ende des 2. Weltkriegs als Sohn einer deutschen Mutter und eines italienischen Vaters geboren und wuchs in der Provinz Verbania am Lago Maggiore auf. 1964 machte er auf einer Klosterschule sein Abitur, studierte in München Psychologie und arbeitete danach als Dozent und internationaler Unternehmensberater in Frankreich, Italien, Deutschland und den USA.
Seit 2015 lebt und arbeitet Mancini in der Nähe von München in Ebenhausen-Schäftlarn. Angeblich schreibt er seit Oktober 2017 für das rechtslastige Nachrichten-Netzwerk Hessen Depesche.

## Werk
Im Jahr 2003 erschien seine Satiren-Sammlung Finsterland. Bekannt wurde er durch sein Romandebüt Infamità (2006). In diesem Thriller beschreibt er psychologische Konstellationen des italienischen Gegenwartsalltags sowie Machtkämpfe innerhalb der Cosa Nostra zwischen Mafia-Paten und deren Rivalen.
In seinem Werk Mala Vita (2009), dem umfangreiche Recherchen zugrunde liegen, greift er die mafiösen Geldverschiebungen in karibische Steueroasen der Mafia auf. Dabei geht er besonders auf die Beteiligung westlicher Regierungen, Banken und Geheimdienste, sowie die Vernetzung mit „Paten“ der so genannten ehrenwerten Gesellschaft (societá d'onorata) ein. La Nera (2012) beschreibt den sozialen Aufstieg einer jungen Frau durch Heirat in die Gesellschaft der oberen Zehntausend, ohne dass ihr dabei bewusst ist, dass es sich um eine Familie aus der Mafia handelt. 2015 erschien bei Droemer Knaur Il Bastardo. In diesem Roman geht Mancini zum ersten Mal auf die gewaltige Umweltkriminalität der Mafia ein, bei der die Politiker ganz Europas ein klägliches Bild abgeben.

## Werke
- Finsterland. Holder-Verlag, Winnenden 2003, ISBN 3-9809283-0-6.
- Infamità. Ullstein, Berlin 2006, ISBN 3-550-08637-7.
- Mala Vita. Droemer Knaur, München Februar 2009, ISBN 3-426-19849-5.
- Halbe Leichen gibt es nicht. Roder Verlag, Erlangen 2011, ISBN 978-3-940932-16-7.
- Satirix. Roder Verlag, Erlangen 2011, ISBN 978-3-940932-17-4.
- Himmlische Geschichten und teuflische Fabeln. Chichili, Berlin 2011, ISBN 978-3-8450-0263-7.
- Homo Touristicus. Chichili, Berlin 2011, ISBN 978-3-8450-0262-0.
- La Nera. Droemer Knaur, München Mai 2012, ISBN 978-3-426-50911-1.
- Der Pate von Lütjenholm. Droemer Knaur, München Januar 2015, ISBN 978-3-426-43284-6.
- Il Bastardo. Droemer Knaur, München April 2015, ISBN 978-3-426-51632-4.